# Tarasoff-elv
A pszichológusi titoktartási kötelezettség szabályozását egyik leginkább befolyásoló határozatként tartják számon azt Tarasoff-elv néven ismert a rendelkezést, amelyet az 1976-os Tarasoff versus Kaliforniai Egyetem Igazgatótanácsa ügyben hozott a Kaliforniai Legfelső Bíróság. A bíróság határozata szerint „A magánprivilégiumok véget érnek akkor, ha a köz biztonsága veszélybe kerül”. A rendelet állást foglal a titoktartási kötelezettség adott körülmények között történő megtörése mellett, továbbá azt is kimondja, hogy a terapeuta „szükség esetén” a kliens beleegyezése nélkül is felfedhet bizalmas információkat a kliens vagy mások biztonságának megvédése érdekében.

## A Tarasoff-ügy
Prosenit Poddar indiai diák 1967-ben iratkozott be a kaliforniai Berkeley Egyetemre. Itt ismerkedett meg Tatjana Tarasoff-fal, akivel rövid, de intim kapcsolatba keveredett, azonban míg ő ezt komoly, hosszú távú érzelmi kapcsolatnak vélte, a lány értésére adta, hogy számára ez nem jelentett többet egy rövid románcnál. Poddarban a csalódás haragot váltott ki, és kémkedni kezdett a lány után.
A visszautasítás után Poddar számos érzelmi krízisen ment keresztül. Depressziós lett, és hanyagolni kezdte a tanulmányait, nem fordított figyelmet sem a megjelenésére, sem az egészségére. Állapota tovább romlott 1969 nyaráig. Ez idő alatt többször is találkozott még Tarasoff-fal, és hangrögzítőre vette a beszélgetéseiket, hogy visszahallgatva kideríthesse, miért nem szereti a lány őt viszont.
1969 nyarán Tarasoff Dél-Amerikába utazott. A távozása után Poddar egy kicsit jobban lett, és egy baráti kérésnek eleget téve pszichológiai segítséget kért. Dr. Lawrence Moore, a UC Berkeley's Cowell Memorial Hospital pszichológusa dolgozott vele 1969-ben. Poddar a bizalmába fogadva elmondta neki, hogy meg akarja ölni Tatjana Tarasoffot. A pszichológus elrendelte, hogy az egyetemi rendőrség vegye őrizetbe Poddart, azzal indokolva, hogy a fiú akut és súlyos paranoid skizofréniában szenved. Dr. Moore kiemelte, hogy a vádlott veszélyes a környezetére. A fiút letartóztatták, de nem sokkal utána beszámíthatónak ítélve kiengedték.
Októberben, ahogy Tarasoff visszatért, Poddar többet nem látogatta a pszichológusát. Sem a lányt, sem a családját nem figyelmeztették a fenyegetésről, és Poddarnak sikerült a lány bátyjával olyan jó barátságba kerülnie, hogy még össze is költöztek. Végül 1969. október 27-én Poddar végrehajtotta a tervét, amelyet korábban a pszichológusnak mondott, és leszúrta Tatjana Tarasoffot. A lány családja ezután beperelte dr. Moore-t és az egyetem számos más dolgozóját is.

## A bíróság véleménye
A Kaliforniai Legfelső Bíróság úgy határozott, hogy a mentálhigiénés szakembereknek joguk van nemcsak a kliens személyi jogait, de más egyénekét is figyelembe venni, akik kifejezetten és egyértelműen fenyegetve vannak a kliens által. Ennek értelmében a kliens által fenyegetett személyeket, sőt az ő hozzátartozóikat is figyelmeztetni kell. Ezt az elvet azóta számos más államban és az USA-n kívül egyre több helyen elismerik.

## Fordítás
Ez a szócikk részben vagy egészben  a   Tarasoff v. Regents of the University of California című angol Wikipédia-szócikk ezen változatának fordításán alapul.  Az eredeti cikk szerkesztőit annak laptörténete sorolja fel. Ez a jelzés csupán a megfogalmazás eredetét és a szerzői jogokat jelzi, nem szolgál a cikkben szereplő információk forrásmegjelöléseként.